# 딩싱현

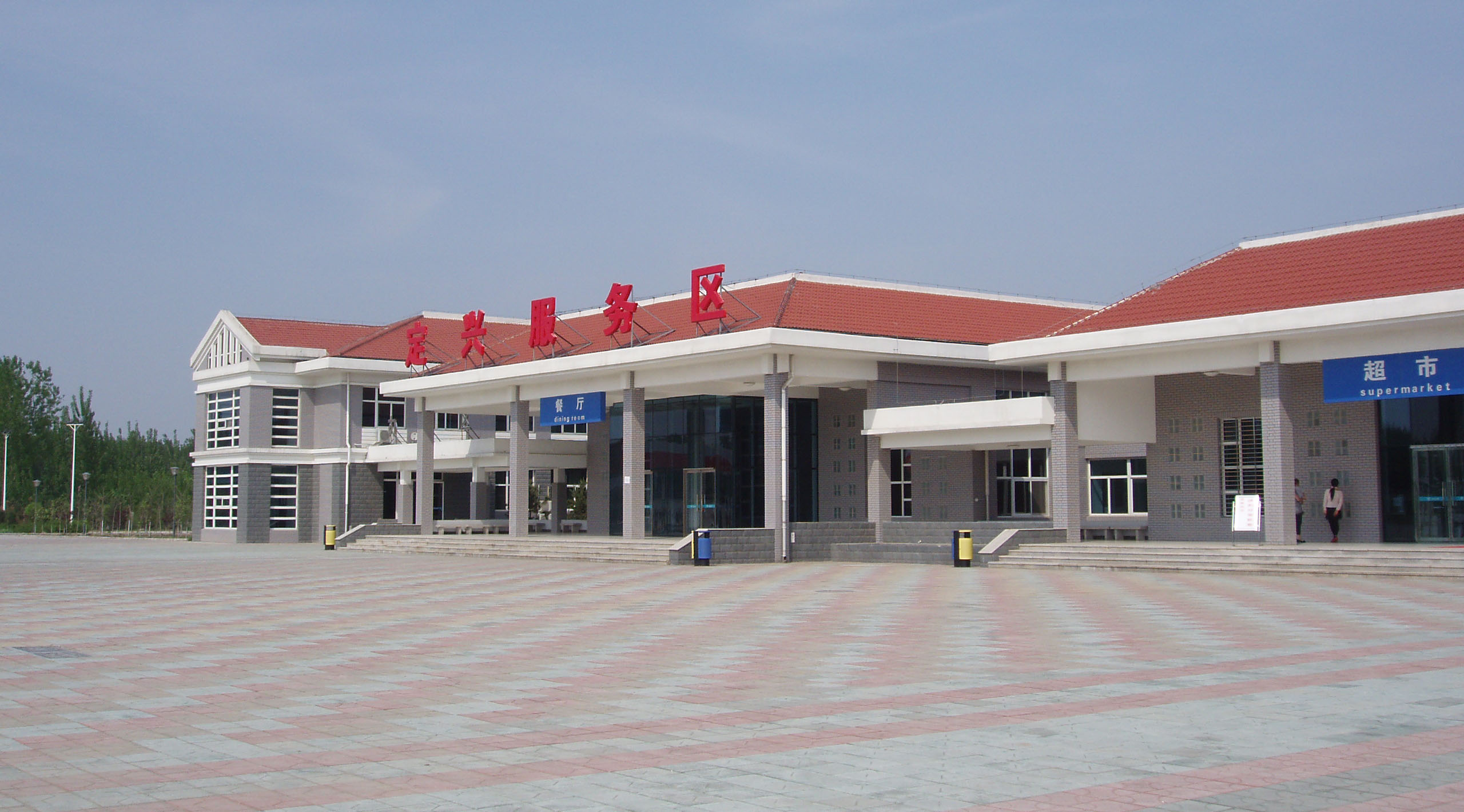

딩싱현(한국어: 정흥현, 중국어: 定兴县, 병음: Dìngxīng Xiàn)은 중화인민공화국 허베이성 바오딩 시의 행정구역이다. 넓이는 714km2이고, 인구는 2007년 기준으로 570,000명이다.

## 행정 구역
4개 진, 12개 향을 관할한다.
- 진: 定興鎮, 固城鎮, 賢寓鎮, 北河鎮.
- 향: 东落堡乡, 高里乡, 张家庄乡, 姚村乡, 肖村乡, 柳卓乡, 杨村乡, 北田乡, 北南蔡乡, 李郁庄乡, 天宫寺乡, 小朱庄乡.